# Commissione Armand
La Commissione Armand fu la prima commissione della Comunità europea dell'energia atomica.